# Kureń Wielki
Kureń Wielki (ukr. Великий Курінь, Wełykyj Kuriń) – wieś na Ukrainie, w obwodzie wołyńskim, w rejonie kamieńskim, w hromadzie Lubieszów. Liczy 766 mieszkańców.
Do 2020 w rejonie lubieszowskim. 